# Drop It Like It's Hot
„Drop It Like It's Hot“ je píseň amerického rappera Snoop Dogga, na které se podílel zpěvák Pharrell Williams. Vydána byla jako singl dne 12. září 2004 ve formátech 12" gramofonové desky a CD (na straně B byla píseň „Get 2 Know U“). Obsahuje sampl z písně „White Horse“ dánského dua Laid Back. Producentem písně bylo duo The Neptunes, v němž rovněž působí Pharrell Williams. K písni byl rovněž natočen černobílý videoklip, jehož režisérem byl Paul Hunter. Singl byl oceněn zlatou deskou (RIAA). V žebříčku Billboard Hot 100 se umístil na první příčce.